# Don Zimmerman
Donald „Don“ Zimmerman (* 15. Juni 1944 in Los Angeles, Kalifornien; † 24. Juli 2025 in Studio City, Los Angeles) war ein US-amerikanischer Filmeditor.

## Leben und Werk
Don Zimmerman studierte zunächst, um Veterinärmediziner zu werden. Er diente im Vietnamkrieg und arbeitete nach seiner Rückkehr ab Ende der 1960er Jahre als Musik- und Sound-Editor. Zunächst war er für die Mirisch Corporation tätig. Über einen Bekannten lernte er Hal Ashby kennen, dessen Schnittassistent er wurde. Mit Ashby arbeitete er an Filmen wie Harold und Maude, Shampoo und Willkommen Mr. Chance.
Ab 1978 trat Zimmerman als eigenständiger Editor in Erscheinung und war seitdem bei mehr als 40 Produktionen für den Schnitt verantwortlich. Gleich für seinen ersten Spielfilm, Coming Home – Sie kehren heim erhielt er 1979 eine Oscar-Nominierung für den Besten Schnitt.
In den 1980er Jahren schnitt Zimmerman mehrere Filme von und mit Sylvester Stallone wie Rocky III – Das Auge des Tigers, Rocky IV – Der Kampf des Jahrhunderts, Die City-Cobra und Over the Top. 1993 lernte Zimmerman den Regisseur Tom Shadyac kennen und schnitt dessen ersten Film Ace Ventura – Ein tierischer Detektiv. Weitere gemeinsame Projekte folgten.
Aus seiner Ehe mit Donna Nargie gingen fünf Kinder hervor, die alle in der Filmbranche tätig sind. Die Zwillingsbrüder Dan Zimmerman und Dean Zimmerman (* 1974) sowie der dritte Sohn David Zimmerman (* 1980) sind wie ihr Vater als Filmeditor tätig. Tochter Debi (* 1976) arbeitet als Kostümier und Tochter Dana (* 1978) arbeitet in einem Postproduktions-Unternehmen.
Zimmerman war Mitglied der American Cinema Editors (ACE) auf Lebenszeit.

## Filmografie (Auswahl)
- 1978: Coming Home – Sie kehren heim (Coming Home)
- 1978: Der Himmel soll warten (Heaven Can Wait)
- 1979: Willkommen Mr. Chance (Being There)
- 1980: Jahreszeiten einer Ehe (A Change of Seasons)
- 1982: Die Ballade vom Banditen Barbarosa (Barbarosa)
- 1982: Zwei dicke Freunde (Best Friends)
- 1982: Rocky III – Das Auge des Tigers (Rocky III)
- 1983: Staying Alive
- 1984: Die Aufsässigen (Teachers)
- 1985: Zwei dufte Kumpel (My Man Adam)
- 1985: Rocky IV – Der Kampf des Jahrhunderts (Rocky IV)
- 1986: Die City-Cobra (Cobra)
- 1987: Fatal Beauty
- 1987: Over the Top
- 1989: Die Killer-Brigade (The Package)
- 1990: Navy Seals – Die härteste Elitetruppe der Welt (Navy Seals)
- 1991: Herr der Gezeiten (The Prince of Tides)
- 1992: Der Schein-Heilige (Leap of Faith)
- 1992: Ihr größter Coup (Diggstown)
- 1994: Ace Ventura – Ein tierischer Detektiv (Ace Ventura: Pet Detective)
- 1994: Der Scout (The Scout)
- 1995: Dem Himmel so nah (A Walk in the Clouds)
- 1996: Der verrückte Professor (The Nutty Professor)
- 1997: Der Dummschwätzer (Liar Liar)
- 1998: Patch Adams
- 1998: Half Baked
- 1999: Galaxy Quest – Planlos durchs Weltall (Galaxy Quest)
- 2002: Im Zeichen der Libelle (Dragonfly)
- 2003: Voll verheiratet (Just Married)
- 2003: Ein Kater macht Theater (The Cat in the Hat)
- 2004: Der Flug des Phoenix (Flight of the Phoenix)
- 2005: Dick und Jane (Fun with Dick and Jane)
- 2006: Nachts im Museum (Night at the Museum)
- 2007: Rush Hour 3
- 2008: Jumper
- 2009: Nachts im Museum 2 (Night at the Museum: Battle of the Smithsonian)
- 2010: Marmaduke
- 2012: Men in Black 3
- 2013: R.E.D. 2 (RED 2)
- 2016: Voll verkatert (Nine Lives)
- 2020: Bill & Ted retten das Universum (Bill & Ted Face the Music)

## Nominierungen (Auswahl)
Oscar
- 1979: Nominierung für den Besten Schnitt für Coming Home – Sie kehren heim